# 無安打比賽
無安打比賽（英語：或，英文口語會用 ），在棒球與壘球裡指的是在整場比賽裡不讓對手擊出任何一支安打（在今日的美國職棒大聯盟裡還規定至少要投滿9局）。觸身球、四壞球以及失誤等等都不算破壞了無安打比賽。
不讓對手擊出安打的投手稱為「投出一場無安打比賽」。無安打比賽的形成很罕見，被認為是投手或是投手群的非凡成就。在職業比賽大多數的情形裡，無安打比賽是由單獨一位投手完投比賽。
一場比賽被稱為無安打比賽並不代表敵隊沒有上壘，因為上壘的方法不止擊出安打一種。所以無安打比賽也不代表完封，而且雖然極為罕見，但也是有可能投出無安打比賽卻輸球。如果是無安打比賽而且對手也沒有上壘，則稱為完全比賽。完全比賽依照定義必須是完封勝。
許多球迷和轉播記者認為在比賽進行中如果太早提到可能成為無安打比賽時會招致厄運（無安打比賽失敗），所以通常只有最敏銳的球迷才會意識到這可能會成為一場無安打比賽。

## 中華職棒
1991年7月19日味全龍投手陽介仁成為中華職棒史上第一場無安打比賽締造者，他完封完投以4比0擊敗三商虎。
1992年5月21日兄弟象左投手尼洛，以127球上演無安打無失分紀錄，擊敗味全龍，也成為第一位創下此紀錄的外籍投手。
1997年5月8日興農牛洋投楓康完投九局，以11比0完封三商虎，在面對三商虎隊28打席中，僅在第三局投出1次四壞球保送，完成「無安打、無失分」的比賽。
1998年3月1日興農牛洋投力拔山在台中主場迎戰兄弟象，投出了無安打、無失分的比賽，力拔山在九局的投球中面對了30個打席，投出8次三振、2次保送。興農牛並創下跨季四連勝、九連不敗的佳績。
1999年5月13日統一獅新秀投手曹竣揚在新竹對味全龍，投出無安打、無失分的比賽，並獲得連續三場的完封勝，其連續27局未失分，成為新人投手第一人。
2008年7月10日統一獅投手潘威倫在臺南對中信鯨，投出無安打、無失分以及無四死球的無安打比賽，是中華職棒史上第一位投出無四死球無安打比賽的投手，若高國慶於首局未失誤造成打者上壘，潘威倫將成為首位於中華職棒季賽投出完全比賽的投手。
2015年10月25日Lamigo桃猿投手明星在台灣大賽第七戰桃園主場對中信兄弟投出無安打比賽，僅於第五局對上彭政閔時投出1次四壞球保送，但下一個打席擊出雙殺打，造成另類27人上27下，成為總冠軍賽首場無安打比賽。
2018年6月9日中信兄弟先發投手尼克·艾迪頓在面對統一獅的比賽中送出7次三振及6次保送，並讓對手在6個半局中三上三下且完投9局未被擊出任何安打，最終以投球數132球拿下完封勝，達成中華職棒例行賽史上第七場無安打比賽。
2018年9月28日中信兄弟先發投手紐維拉在面對Lamigo桃猿的比賽中送出10次三振及1次保送，並讓對手在7個半局中三上三下且完投9局未被擊出任何安打，最終以投球數114球拿下完封勝，達成中華職棒例行賽史上第八場無安打比賽。終場中信兄弟以1:0獲勝，並中斷Lamigo桃猿10連勝。同時中信兄弟成為史上第一支在同一球季達成兩次無安打比賽的球隊。
2018年10月7日統一獅先發投手瑞安在臺南主場對中信兄弟，在九個半局中以92球投出8次三振並且無失分、無四死、無失誤、無上壘，直到9局下半藉由隊友郭阜林的再見陽春全壘打方成為中華職棒例行賽史上第九次無安打比賽，也是首次完全比賽。
2021年4月2日統一獅先發投手猛威爾在臺南主場迎戰味全龍，投出無安打、無失分的比賽，投出142球中僅投出5個保送及一次觸身球，並且給予對方10次三振，達成中華職棒例行賽史上第十次無安打比賽。
2023年5月19日中信兄弟在對戰富邦悍將的比賽中，四名本土投手鄭浩均、謝榮豪、吳俊偉、呂彥青連手投出中華職棒史上第十一場無安打比賽，也是第一次多名投手接力完成的無安打比賽。

## 美國職棒大聯盟
在美國職棒大聯盟裡，無安打比賽並不罕見，迄今已經出現超過300場，平均起來大概是一個球季會出現約略少於兩場的無安打比賽，其中只有24場是完全比賽。在1990年6月29日，同一天出現了兩場無安打比賽，這也是歷史上第一次發生。奧克蘭運動家的Dave Stewart在傍晚稍早對多倫多藍鳥投出了無安打比賽；幾個小時後，洛杉磯道奇的Fernando Valenzuela對聖路易紅雀投出了無安打比賽。
保有投出最多場無安打比賽紀錄的是諾蘭·萊恩，在生涯裡總共投出七場，毫無疑問地被稱為無安打比賽之王。他的前兩場無安打比賽都是在加州天使，相隔恰好兩個月——1973年5月15日和7月15日。後來他又在天使隊投出兩場—1974年9月28日和1975年6月1日。第五場是在1981年9月26日在休士頓太空人時投出，這也打破了山迪·柯法斯的紀錄。最後，他的第六和第七場是在德州遊騎兵，時間是1990年6月11日和1991年5月1日。
保有連續兩場無安打比賽相隔時間最久的紀錄是藍迪·強森，他在1990年6月2日為西雅圖水手投出一場無安打比賽，然後在2004年5月18日為亞利桑那響尾蛇投出一場完全比賽，這分別是水手隊和響尾蛇隊隊史第一場無安打比賽。
有19場無安打比賽是有多位投手共同完成的。第一場是在1917年6月23日，先發投手是貝比·魯斯。魯斯在第一局第一個打席投出保送之後就因為跟主審爭論而被驅逐出場。Ernie Shore接替魯斯上場中繼；一壘的跑者盜壘失敗，然後中繼投手解決了接下來的26名打者。有很長一段時間大聯盟將的紀錄視為一場完全比賽，因為技術上他讓27位打者出局，而且沒有打者是在他投球後上壘（跑者盜壘失敗也算是一個出局數），不過1990年以後的定義變得較為嚴格（後述），就不把這場比賽視為完全比賽，不過他們兩個仍然完成史上第一場由多人合力達成的無安打比賽。大聯盟紀錄裡共同完成無安打比賽所使用的投手數最多是6名，發生時間是2003年6月11日的休士頓太空人，對手是紐約洋基。出場投手有洛伊·奥斯华、Pete Munro、Kirk Saarloos、布莱德·李吉、Octavio Dotel、以及比利·华格纳。諷刺的是，當時洋基隊是最久沒被對手投出無安打比賽的球隊；他們上一次被投出無安打比賽是在1958年，對方投手是威爾漢姆（Hoyt Wilhelm），他大多是擔任中繼投手，少數幾次擔任先發就投出了無安打比賽。
聖路易布朗的Bobo Holloman在1953年他的大聯盟首次先發裡投出了無安打比賽（不過不是他的大聯盟首次登場，因為之前他已經以中繼身分投了幾場）。
1964年4月23日，休士頓太空人的肯·強森（Ken Johnson）成為史上唯一一個完投九局無安打卻敗戰的投手，以0比1輸給辛辛那提紅人。紐約洋基的Andy Hawkins在1990年以0比4輸給芝加哥白襪，雖然他投滿八局，沒被擊出任何安打。所有的失分都是發生在兩次保送後的接連三個高飛球失誤。在1992年，波士頓紅襪的Matt Young也以1比2輸了一場投滿八局的無安打比賽。只投八局是因為輸球的是客隊。
前九局無安打的比賽可能會在延長賽中輸球。在1917年，辛辛那提紅人的Fred Toney和芝加哥小熊的Hippo Vaughn展開了一場投手對決，前九局雙方都是無安打、無失分，這也是大聯盟歷史上唯一一場正規賽九局雙方都沒有安打的比賽。（最接近的一場應該是1965年山迪·柯法斯的完全比賽。對手小熊隊的投手只被洛杉磯道奇擊出一支安打。然而，這支安打是在是第七局被擊出的）十局上半紅人隊擊出兩支安打，並打下了致勝的一分。十局下，解決了三名打者，也完成了這場十局的無安打比賽紀錄。匹茲堡海盜的Harvey Haddix在1959年投了十二局的完全比賽，不過在第十三局破功，也輸給了密爾瓦基勇士。佩卓·馬丁尼茲是目前最後一個在第十局無安打比賽破功的投手，他於1995年對聖地牙哥教士創下此紀錄，當時他被Bip Roberts擊出二壘安打。佩卓·馬丁尼茲跟一樣，前九局都是完全比賽。
在於1990年的完投八局無安打敗戰紀錄後，大聯盟修改了規則，所以只有完投九局紀錄上才算是無安打比賽。因為正規九局打完平手（包括0比0）而進入延長賽的無安打比賽與完全比賽，必須結束時仍未被破壞才能算數。因為下雨未滿九局而被裁定結束的無安打比賽也不能算（雖然他們在紀錄書上總是會被加上「星號」）。所以肯·強森（Ken Johnson）的九局無安打敗投是目前正式紀錄裏唯一一場，而上述其他的例子簡單地說都只能算是棒球冷知識書籍和網站裡的「腳註」。這個新規則讓許多約100年前的無安打比賽紀錄不被承認，這是相當有爭議的，尤其是有兩場打到延長賽的完全比賽，它們技術上符合「九局」的定義。在1917年所發生的「雙重無安打比賽」，也不再承認兩位投手都投出了無安打比賽。只有Fred Toney的10局無安打比賽仍然列在紀錄裡。
巴爾的摩金鶯的Steve Barber與Stu Miller在1967年對底特律老虎共同投出了無安打比賽，不過最後以1比2輸球。克里夫蘭印地安人的Bob Feller在1940年4月16日對芝加哥白襪的開季賽裡投出無安打比賽。這也是目前歷史上唯一一場開季無安打比賽。
Don Larsen在1956年10月8日成為大聯盟歷史上唯一一位在世界大賽中投出無安打比賽的投手，同時也是一場完全比賽。在2010年10月7日，费城人队的Roy Halliday成为了第二位在季后赛投出无安打比赛的投手。
1938年6月，辛辛那提紅人的強尼·范德·密爾（Johnny Vander Meer）完成了一項其他投手均沒有辦法達到的任務。他在那一年的6月11日對波士頓勇士投出了無安打比賽。在6月15日他的下一場先發出賽裡，他也對布魯克林道奇投出了一場無安打比賽。所以他成為大聯盟歷史上唯一一位投出連續兩場無安打比賽的投手。也許是因為這是艾必斯球場（Ebbets Field）球場第一次舉行的夜間比賽，幫助他完成了這項紀錄。不過大多數的棒球歷史學者都認為他的紀錄將不會被超越，因為如果要超越他的話，代表投手要投出「連續三場」無安打比賽才行。艾利·雷諾斯（1951年）、Virgil Trucks（1952年）、諾蘭·萊恩（1973年）以及麥斯·薛澤（2015年）是除了他之外唯一幾位在單季投出兩場無安打比賽的大聯盟投手。最接近紀錄的是1988年的Dave Stieb，他在無安打比賽後的下一場比賽在九局下兩出局後被破壞，十分可惜。
1972年9月2日，芝加哥小熊的投手Milt Pappas面對聖地牙哥教士投到九局上半兩出局時，不僅是無安打比賽，當時還仍是一場完全比賽，然而卻在面對下一棒的代打者Larry Stahl在兩好三壞時投出了邊邊角角極為接近好球帶的球，被主審判為壞球形成四壞保送，令Pappas為之氣結，所幸仍解決了最後一名打者，保住了無安打比賽。
1991年8月11日，芝加哥白襪的投手Wilson Alvarez成為1983年以後第一個投出無安打比賽的菜鳥，他在第二場大聯盟先發裡率領球隊以7比0擊敗巴爾的摩金鶯。
1993年9月4日，天生較常人缺少右手掌的紐約洋基投手吉姆·亞伯特（Jim Abbott）對克里夫蘭印地安人投出了無安打比賽。
某些球隊似乎比其他球隊會投無安打比賽。最值得注意的是，紐約大都會從1962年成立之後從未投出一場無安打比賽，儘管它曾經擁有過許多後來投出過無安打比賽的強投，像是湯姆·西佛、德懷特·古登、諾蘭·萊恩、艾爾·萊特以及麥克·史考特等。（另一個鮮明的對比是1969年蒙特婁博覽會的Bill Stoneman，在球隊成立後的「第九場」比賽就投出了無安打比賽。）這個有時候會被拿來說是將早年的無安打比賽之王諾蘭·萊恩交易出去所得到的詛咒。一直到2012年6月1日出戰聖路易紅雀（隊史第8020場例行賽），尤漢·山塔納用了134球，才締造隊史第1場無安打比賽，也是倒數第2支締造無安打紀錄的球隊。至於聯盟倒數第一隊有無安打比賽紀錄的是聖地牙哥教士，在2021年4月9日由喬·馬斯葛洛夫投出，終結隊史創隊以來長達52年沒出現無安打比賽的紀錄。
此外，某些球場會因為所出現的無安打比賽次數（不論高或低）而著名。例如匹茲堡海盜在1909年與1970年之間的主場Forbes Field，就從未出現過無安打比賽。有兩個球場在近數十年間只出現過一場無安打比賽—巴爾的摩金鶯主場金鶯公園（Oriole Park at Camden Yards）以及科羅拉多洛磯的主場，惡名昭彰的打者天堂庫爾斯球場（Coors Field）。在這兩個球場投出無安打比賽的是同一個人：野茂英雄。
2007年9月1日，波士頓紅襪的菜鳥投手克雷·布克霍尔兹，生涯第二次出賽，對巴爾的摩金鶯隊投出無安打比賽。2008年5月19日，波士頓紅襪的年輕投手抗癌鬥士乔恩·莱斯特對堪薩斯皇家隊投出無安打比賽。該場擔任捕手的紅襪當家捕手杰森·瓦瑞泰克自2001年來接捕了紅襪投手野茂英雄、德瑞克·洛夫、克雷·布克霍尔兹、乔恩·莱斯特共4場無安打比賽，也追平大聯盟紀錄。
至於野手參與過無安打比賽的場次亦是難得的紀錄。歷史上參與最多無安打比賽場次的打者為伯特·坎帕尼斯，生涯總經歷11場無安打比賽。而無安打比賽紀錄中參與完全比賽最多的野手為保羅·歐尼爾，他分別參與了湯姆·布朗寧、大衛·威爾斯與大衛·孔恩的完全比賽。

## 日本職棒
東京巨人隊投手澤村榮治（沢村 栄治）於1936年投出日本第一場無安打比賽，之後於1937年與1940年各投出一場無安打比賽，共有三次記錄。直到1972年廣島東洋鯉魚的外木場義郎（外木場 義郎）投出生涯第三場無安打比賽後，平了澤村榮治的紀錄。
2018年10月14日日本職棒中央聯盟首輪季後賽第2場，巨人王牌投手菅野智之完投9局僅送出1次保送，未被擊出任何安打，率巨人4比0完封養樂多，菅野智之投出日職季後賽首次「無安打」比賽。

## 延伸閱讀
- 美國職棒大聯盟無安打比賽列表
- 中華職棒無安打比賽列表

## 外部連結
- Chronological list of no-hitters （页面存档备份，存于） at Retrosheet
- American League no-hitters 的存檔，存档日期August 4, 2008，.
- National League no-hitters （页面存档备份，存于）
- No-hitters alphabetically by umpire （页面存档备份，存于）
- List （页面存档备份，存于） at MLB.com. Does not include defunct leagues.

- 無安打比賽在台灣棒球維基館上的頁面（繁體中文）